# Onthophagus rufocastaneus
Onthophagus rufocastaneus là một loài bọ cánh cứng trong họ Bọ hung (Scarabaeidae).